# John Buford
John Buford, Jr. (4 de março de 1826 - 16 de dezembro de 1863) foi um oficial da cavalaria dos Estados Unidos, conhecido pelo papel crucial que teve combatendo pelo exército da União na Batalha de Gettysburg.
John Buford nasceu no condado de Woodford, Kentucky. Mudou-se para Rock Island, Illinois em 1840. Em 1848 formou-se na academia militar de West Point. Antes da Guerra da Secessão serviu em unidades de dragões e de cavalaria no Texas, Novo México, Kansas e Utah.
Em 1861, no início da guerra civil, foi transferido de Forth Leavenworth, Kansas, para as defesas de Washington, D.C., onde atuou como ajudante do inspetor geral. Em julho de 1862 foi promovido a General de Brigada e assumiu o comando da brigada de reserva da cavalaria do Exército da Virgínia, sob John Pope. Foi severamente ferido na Segunda Batalha de Bull Run.
Comandou a cavalaria do Exército de Potomac na campanha de Maryland, sob George McClellan e em Fredericksburg, sob Ambrose Burnside. Quando Joseph Hooker assumiu o comando do exército, voltou a comandar a brigada de reserva. Destacou-se na tentativa de tomada de Richmond pelo George Stoneman.
Na campanha de Gettysburg, quando comandava a 1ª Divisão de Cavalaria, reconheceu a importância estratégica da posição em que se encontrava e organizou a primeira linha de resistência ao avanço inimigo. Com uma hábil defesa em profundidade conseguiu reter a brigada confederada de Henry Heth, três vezes superior em número, até a chegada de reforços na forma do Primeiro Corpo de Exército Federal, sob Gal. Maj. John Reynolds. A iniciativa de Buford assegurou ao exército da União a posse das elevações dominantes à retaguarda,  uma vantagem que se comprovaria decisiva para a vitória na que seria a maior batalha daquela guerra.
Morreu de febre tifoide em 16 de dezembro de 1863, sendo promovido a Maj. General no leito de morte. 